# Adriano Bacchielli
Adriano Bacchielli (Urbino, 30 luglio 1921 – Ancona, 18 aprile 1987) è stato un latinista, traduttore e insegnante italiano.

## Biografia
Si laureò a Urbino con una tesi in Letteratura Latina, relatore Alessandro Ronconi. Insegnò quindi in alcune scuole di Ancona, città dove avrebbe finito per stabilirsi: dapprima in un istituto magistrale, poi alle scuole medie inferiori, infine in un liceo scientifico.
Tradusse dal latino all'italiano opere di molti poeti: Tibullo, Properzio, Marziale, Giovenale, Lucrezio, Catullo e Virgilio. Divenne noto in particolare per la sua traduzione dell' Eneide:  pubblicata per la prima volta nel 1963 per i tipi della Paravia, fu poi selezionata nel 1982 per la celebrazione del bimillenario virgiliano e ristampata per l'occasione in un'edizione speciale, con una prefazione di Carlo Bo.
Numerosi i suoi studi, pubblicati su riviste letterarie e in volume.
Nel 2016, trentennale della sua morte, è stato istituito il Premio Adriano Bacchielli, riservato agli studenti del liceo classico Rinaldini di Ancona.